# Michalis Rakintzis
Michalis Rakintzis (griechisch Μιχάλης Ρακιντζής; * 3. April 1957 in Athen) ist ein griechischer Popsänger und Komponist.

## Leben und Wirken
Er studierte Maschinenbau in England. In den 1980er Jahren gründete er die Popgruppe Scraptown, mit der er drei Alben veröffentlichte. Nach deren Auflösung erschien 1987 sein erstes Soloalbum und er sang von da ab in griechischer Sprache. Regelmäßig erschienen seine Tonträger und er komponierte auch für zahlreiche weitere Künstler. Als Gewinner der Vorauswahl durfte er beim Eurovision Song Contest 2002 für Griechenland antreten. Mit dem Popsong S.A.G.A.P.O. und einer roboterartigen Performance erreichte er Platz 17.
Im Februar 2018 erschien mit Insane ein neues Album von Rakintzis.

## Diskografie

### EPs
- 1998: S' Ena Katastroma
- 2000: Oti Kanis Sou Kano

### Singles (Auswahl)
- 1990: Prokalis
- 1991: Dikos Sou Gia Pada
- 1991: Ego Ki O Pouf
- 2002: S.A.G.A.P.O.
- 2006: Pigene Sta Bar (Barcode) (mit Taleda Dihos Avrio)